# イナズマイレブン (アニメ)
『イナズマイレブン』は、ニンテンドーDS用サッカーRPG『イナズマイレブン』シリーズを原作とする日本のテレビアニメ作品。

## 概要
ストーリーは第1話から第26話までが原作ゲーム版の『イナズマイレブン』、第27話から第65話までは『イナズマイレブン2 脅威の侵略者』、第68話から第125話までは『イナズマイレブン3 世界への挑戦!!』に準拠している。なお、第27話から第52話、第68話から第89話まではアニメ版が原作ゲーム版の内容を先取りしていた。
原作ゲーム版において本来は本編クリア後に登場するにも関わらず重要な立ち位置となっていたキャラクター等の登場はアニメオリジナルストーリーという形で内容を変更してアニメ内で補完させている。
2008年10月5日より毎週日曜9時00分にテレビ東京系列6局で放送が開始された。2009年4月からは放送時間が毎週水曜19時26分のゴールデンタイムでの放送となった。初回の4月8日は19時00分から1時間スペシャルとして放送し、翌週4月15日からは19時26分に放送していた。また、2008年10月6日から10月10日、10月13日から10月17日までは、第1話と第2話がおはスタ内でリピート放送された。
『イナズマイレブン 熱血アンコール!』として2009年5月1日から7月3日まで毎週金曜17時30分（第1話 - 第14話）、同年7月13日から9月28日まで毎週月曜17時30分（第15話 - 第26話）に再放送されていた。
アイキャッチは「フットボールフロンティア編」では1つのサッカーボールが大量にボールの入った入れかごに入った直後にFFのポスターが、「脅威の侵略者編」ではイナズマキャラバン、「世界への挑戦!!編」では各代表の刻印が映し出される。タイトルの「イナズマイレブン」のタイトルコールがあり、「イナズマ」を円堂、「イレブン」は一同が読み上げるパターン、円堂が全タイトルを発するパターン、円堂の決め台詞とそれに答える一同の問いかけのパターンがある。
放送の最後に、作中で用いられたセリフが「今日の格言」として紹介される。第65話までは「キャプテン今日の格言」として主人公円堂のセリフのみが対象だったが、第68話以降は「イナズマイレブン今日の格言」として円堂以外のセリフも格言の対象になった。格言の後円堂が「以上!」と締めくくる。
視聴率はゴールデンタイムへの移動後はおおむね4 - 5％台（関東地区・ビデオリサーチ調べ）で推移しており、アニメ全番組の視聴率ランキングで上位10作品以内に入ることもあるなど、テレビ東京系のアニメとしては高い視聴率を誇っている。これまでの最高視聴率は2010年7月7日に放送された回の6.2％（関東地区）である。
移動当初は当時人気絶頂にあった『クイズ!ヘキサゴンII』（フジテレビ）や『脱出ゲームDERO!』（日本テレビ）の勢いに圧倒されていたが、『ヘキサゴン』の失速や2011年3月11日に発生した東日本大震災（東北地方太平洋沖地震）の影響で『DERO!』のゲーム内容に震災に連想する内容・演出が含まれている影響で放送中止するとともに徐々に固定客を掴み、数字を上げ人気アニメになった。2009年度は『総力報道!THE NEWS』（TBSテレビ）をたびたび抜いていた。
2011年3月からは放送時間が30分繰り上がっての放送となった。なお枠移動に伴い、番組冒頭の円堂の視聴者への呼び掛けも、「みんな、『イナズマイレブン』、始まるぞ!!」と変わり、また冒頭の画像も静止画像に変わった。
2011年4月27日をもって放送終了。本作終了後は休止なく『イナズマイレブンGO』が放送開始した。2012年、第6回声優アワードで、シナジー賞を受賞。
日本国外では、東南アジア、欧州、中東、オーストラリアなど20か国以上も放映されていたが、その多くの国家がカートゥーン ネットワーク（台湾、フィリピンなどの東南アジアが顕著）やディズニーXD（特にフランスなどの欧州が顕著）で放送されている（詳しくは日本国外での放送を参照）。フランス、ドイツなど欧州などでは名前が全て外国人名に変更されている。

## ストーリー
フットボールフロンティア編 （第1話 - 第26話）
弱小チームの雷門中サッカー部。7人しかいない部員は練習をせずサボリ気味だったが、キャプテンの円堂守は中学サッカーの全国大会「フットボールフロンティア」への出場を諦めずに練習を続けていた。そこに伝説のエースストライカー・豪炎寺修也が雷門中に転校してくる。羨望の目でサッカー部に勧誘する円堂に、豪炎寺は「もうサッカーはやめた」と言い放つ。そして時を同じくして、全国大会40年連覇の強豪・帝国学園サッカー部が雷門中サッカー部に練習試合を申請してくるのだが、この試合に勝てなければサッカー部は廃部となることが決定してしまう。
脅威の侵略者編 （第27話 - 第67話）
フットボールフロンティアで優勝に輝いた雷門中サッカー部。しかし、そこに空から黒い流星のような物が降ってくる。雷門中に戻った彼らが見たものは、破壊された校舎と倒れたOB達だった。自らを宇宙人と名乗る謎のチーム「エイリア学園」はサッカーによる世界征服を宣言し、稲妻町のあらゆる学校を破壊する。新監督・吉良瞳子を迎えた雷門イレブンは日本中から共に戦う仲間を集め、エイリア学園に立ち向かう。
世界への挑戦!!編 （第68話 - 第127話）
エイリア学園との戦いから数か月後、U-15初の少年サッカー世界大会「フットボール・フロンティア・インターナショナル」（FFI）が開催されることになった。代表監督・久遠道也の采配のもと、円堂を始めとした16人の日本代表チーム「イナズマジャパン」の世界一を目指す挑戦が始まった。
アニメオリジナル編
カオス編(第53話-第58話)
沖縄に到着し炎のストライカーを探す雷門中の前に現れたのは南雲晴矢という少年だった。しかし、彼の正体はエイリア学園「プロミネンス」のバーンだった。彼らはジェネシスを超えるべく計画を立てていた。
ダークエンジェル編(第108話-第111話)
ライオコット島の魔王を天使が封印したという伝説を知ったイナズマジャパンとその仲間は攫われたリカと春菜を探して「天空の使徒」と名乗るチームと試合をすることになる。

## スペシャル
2009年
- 4月8日 「1時間スペシャル」（27話、19時00分 - 19時55分/ゴールデンタイム進出記念）
- 9月30日 「イナズマイレブン爆熱スペシャル」（51話&52話、19時00分 - 19時55分）

2010年
- 6月30日 「イナズマイレブン がんばれイナズマジャパン!めざせ世界一SP!!」（88話&89話、19時00分 - 19時55分）

## スタッフ
- 原作 - 日野晃博[注 10]
- 企画・総監修・ストーリー原案 - 日野晃博
- 企画設定協力 - 佐々木千恵（第68話 - ）、藤井毅宏（第68話 - ）
- シリーズ構成 - 冨岡淳広
- キャラクターデザイン原案 - 長野拓造
- キャラクターデザイン - 池田裕治、井ノ上ユウ子、本田隆（第68話 - ）
- メインアニメーター - 沢田正人
- 美術監督 - 西倉力
- 撮影監督 - 柚木脇達己
- 音響監督 - 三間雅文
- CGIディレクター - 三上康博
- 色彩設計 - 大槻浩司
- 編集 - 渡辺直樹
- 音楽 - 光田康典、亀岡夏海、三留一純
- スーパーバイザー - 奥野敏聡、久保雅一
- アドバイザー - 佐上靖之
- CGIプロデューサー - 小林雅士
- プログラムマネージャー - 穴見礼（テレビ東京）、中川慎介（第1話 - 第26話）→長谷川憲司（第27話 - 第52話）
- 制作デスク補佐 - 河北学（第112話 - ）
- 制作デスク - 井上たかし（第1話 - 第84話）、松井一郎（第1話 - ）
- 制作担当 - 和崎伸之
- プロデューサー - 東不可止（テレビ東京/第1話 - 第38話）、村松紗也子（テレビ東京/第1話 - 第120話）→和田慎之介（テレビ東京/第121話 - ）、梶原清文
- アニメーションプロデューサー - 神田修吉
- 監督補佐 - かまくらゆみ
- 監督 - 秋山勝仁（第1話 - 第26話、第85話 - ）、宮尾佳和（第27話 - 第84話）
- 総監督 - 秋山勝仁（第27話 - 第84話）
- アニメーション制作 - OLM TEAM WASAKI
- 製作 - テレビ東京、電通、OLM

## 主題歌

### オープニングテーマ
「立ち上がリーヨ」（第1話 - 第26話）
作詞・作曲 - 山崎徹 / 編曲 - T-Pistonz&高橋諭一 / 歌 - T-Pistonz（FRAME/アップフロントワークス）
- オープニングで使われているものは、CDに収録されているものと一部歌詞が異なる。挿入歌として使われる場合もあり、その場合は後者を編集したものが使用される。
- 19話からは雷門サッカー部部員の集合シーンに鬼道、一之瀬、土門、目金が追加され、鬼道が雷門のユニフォームを着用、影山の登場する直前の鬼道がアフロディに変更されている。

「マジで感謝!」（第27話 - 第54話）
作詞・作曲 - 山崎徹&弘 / Rap詞 - KMC / 編曲 - 菊谷知樹 / 歌 - T-Pistonz+KMC（ティーピストンズ+ケムシ）（FRAME/アップフロントワークス）
- ニンテンドーDSゲーム『イナズマイレブン2 脅威の侵略者 ファイア』のOPテーマは、この曲のアレンジ版である。

「つながリーヨ」（第55話 - 第67話）
作詞・作曲 - 山崎徹&弘 / Rap詞 - KMC / 編曲 - 鈴木優介 / 歌 - T-Pistonz+KMC（FRAME/アップフロントワークス）
- ゲーム『イナズマイレブン2 脅威の侵略者 ブリザード』のOPテーマでもあるが、ゲームに収録されているものとは曲の終わり方などが異なっている。
- ロゴが第2期のものになっているのは、この曲がOPテーマの時のみである。

「勝って泣こうゼッ!」（第68話 - 第87話）
作詞・作曲 - 山崎徹&KMC / 編曲 - 菊谷知樹 / ブラスアレンジ - 竹上良成 / 歌 - T-Pistonz+KMC（FRAME/アップフロントワークス）
- このOPテーマになってから、ロゴは第3期のものとなった。
- なお、曲の始まり方はCD版と異なっており、どちらかというと同曲のアレンジの1つにある歓声風のものに近い。

「GOODキター!」（第88話 - 第107話）
作詞 - 山崎徹・KMC / 作曲 - 山崎徹&弘・KMC / 編曲 - 菊谷知樹 / ブラスアレンジ - 竹上良成 / 歌 - T-Pistonz+KMC（FRAME/アップフロントワークス）
- ゲーム『イナズマイレブン3 世界への挑戦!! スパーク』のOPテーマでもあるが、曲の始まり方が異なっている。

「僕らのゴォール!」（第108話 - 第127話）
作詞・作曲 - 山崎徹&KMC / 編曲 - 菊谷知樹 / ブラスアレンジ - 竹上良成 / 歌 - T-Pistonz+KMC（FRAME/アップフロントワークス）
- こちらも曲の始まり方などがCD版と異なっており、歌い出しにCD版では曲の終盤に使用されている歌詞の一部が使用されている。

### エンディングテーマ
「青春おでん」（第1話 - 第26話）
作詞 - 礼空トオル / 作曲 - 青木隆 / 編曲 - 高橋諭一 / 歌 - twe'lv（トゥエルヴ）
- 「静岡おでんの会」応援歌「恋する黒はんぺん」のカバー。おでんを題材にした「食べ物ソング」として話題になる。
- この曲に因んでかつては紀文食品よりtwe'lvのイラストをパッケージにしたおでんレトルトパック「青春おでん」が販売されていた。

「青春バスガイド」（第27話 - 第50話）
作詞・作曲 - つんく / 編曲 - 大久保薫 / 歌 - Berryz工房（アップフロントワークス・ピッコロタウン）
「流星ボーイ」（第51話 - 第67話）
作詞・作曲 - つんく / 編曲 - ダンス☆マン / 歌 - Berryz工房（アップフロントワークス・ピッコロタウン）
- ゲーム『イナズマイレブン2 脅威の侵略者 ファイア』のEDテーマでもある。

「雄叫びボーイ WAO!」（第68話 - 第87話）
作詞・作曲 - つんく / 編曲 - オダクラユウ / 歌 - Berryz工房（ピッコロタウン/アップフロントワークス）
- ニンテンドーDSゲーム『イナズマイレブン3 世界への挑戦!!スパーク』のEDテーマは、この曲のアレンジ版である。

「本気ボンバー!!」（第88話 - 第101話）
作詞・作曲 - つんく / 編曲 - 板垣祐介 / 歌 - Berryz工房（ピッコロタウン/アップフロントワークス）
- ニンテンドーDSゲーム『イナズマイレブン3 世界への挑戦!!ボンバー』のEDテーマでもある。

「シャイニング パワー」（第102話 - 第112話）
作詞・作曲 - つんく / 編曲 - 鈴木俊介 / 歌 - Berryz工房（ピッコロタウン/アップフロントワークス）
「またね…のキセツ」（第113話 - 第127話）
作詞・作曲 - 山崎徹&KMC / 編曲 - 鈴木俊介 / 歌 - イナズマオールスターズ（円堂守（声：竹内順子）、豪炎寺修也（声：野島裕史）、鬼道有人（声：吉野裕行）、風丸一郎太（声：西墻由香）、吹雪士郎（声：宮野真守））（FRAME/アップフロントワークス）

### 挿入歌
「マジで感謝! ~みんなでシャララversion~」（第39話・第43話・第63話・第89話）
作詞・作曲 - 山崎徹&弘 / Rap詞 - KMC / 編曲 - 菊谷知樹 / 歌 - T-Pistonz+KMC
「マジで感謝! 〜INAZUMA MESSAGE from KMC〜」 （第41話・第50話・第75話）
作詞・作曲 - KMC & YAMASAKI BROS. / 歌 - KMC
「リーヨ〜青春のイナズマイレブン〜」（第43話・第84話・第125話）
作詞、作曲：山崎徹&山崎弘 / 編曲・歌：T-Pistonz
「スーパー立ち上がリーヨ!」（第127話）
作詞・作曲：山崎徹 & KMC / 編曲：菊谷知樹 / ブラスアレンジ：竹上良成 / 歌 - T-Pistonz+KMC

## 各話リスト
日曜 9時00分 - 9時30分
- フットボールフロンティア編：2008年10月5日 - 2009年3月29日放送（第1話 - 第26話）

水曜 19時26分 - 19時55分
- 脅威の侵略者編：2009年4月8日 - 2010年1月27日放送（第27話 - 第67話）
- 世界への挑戦!!編：2010年2月3日 - 2011年2月23日放送（第68話 - 第120話）

水曜 19時00分 - 19時27分
- 世界への挑戦!!編：2011年3月2日 - 4月27日放送（第121話 - 第127話）

### フットボールフロンティア編
| 話数 | サブタイトル              | 脚本       | 絵コンテ          | 演出                  | 作画監督              | 総作画監督   | 放送日         |
| ---- | ------------------------- | ---------- | ----------------- | --------------------- | --------------------- | ------------ | -------------- |
| 1    | サッカーやろうぜ!         | 冨岡淳広   | 秋山勝仁          | かまくらゆみ          | 松坂定俊              | 池田裕治     | 2008年 10月5日 |
| 2    | 帝国が来た!               | 冨岡淳広   | 中村憲由          | 山田弘和              | 横山隆                | 池田裕治     | 10月12日       |
| 3    | あみだせ必殺技!           | 冨岡淳広   | 岩田六            | 成川武千嘉            | 吉原幸之助            | 井ノ上ユウ子 | 10月19日       |
| 4    | ドラゴンが出た!           | 樋口達人   | かまくらゆみ      | かまくらゆみ          | 本田隆                | 井ノ上ユウ子 | 10月26日       |
| 5    | 秘伝書はどこだ!           | 大野木寛   | 岩崎知子          | 岩崎知子              | をがわいちろを        | 池田裕治     | 11月2日        |
| 6    | これがイナズマ落としだ!   | 山田健一   | 秋山勝仁          | 新田典生              | 松坂定俊              | 池田裕治     | 11月9日        |
| 7    | 河川敷の決闘!             | 稲荷明比古 | 本谷利明 滝沢敏文 | 津田尚克              | 青野厚司 吉田隆彦     | 井ノ上ユウ子 | 11月16日       |
| 8    | 恐怖のサッカーサイボーグ! | 稲荷明比古 | 中村憲由          | かまくらゆみ 新田典生 | 横山隆                | 井ノ上ユウ子 | 11月23日       |
| 9    | 目金、立つ!               | 樋口達人   | 吉野真一          | 吉本毅                | 本田隆 東海林康和     | 池田裕治     | 11月30日       |
| 10   | 帝国のスパイ!             | 大野木寛   | 岩田六            | 成川武千嘉            | 吉原幸之助            | 池田裕治     | 12月7日        |
| 11   | 新監督を探せ!             | 冨岡淳広   | 岩崎知子          | 岩崎知子              | 柳田義明              | 井ノ上ユウ子 | 12月14日       |
| 12   | 決戦!帝国学園・前編!!     | 山田健一   | 吉野真一          | 平向智子              | 小田多恵子 朴相辰     | 井ノ上ユウ子 | 12月21日       |
| 13   | 決戦!帝国学園・後編!!     | 山田健一   | 矢野博之          | 山田弘和              | 松坂定俊              | 池田裕治     | 12月28日       |
| 14   | 伝説のイレブン!           | 稲荷明比古 | 坂田純一          | 藤本ジ朗              | 青野厚司              | 池田裕治     | 2009年 1月4日  |
| 15   | 来たぜ!全国大会!!         | 冨岡淳広   | 吉野真一          | 新田典生              | 横山隆                | 井ノ上ユウ子 | 1月11日        |
| 16   | 破れ!忍者サッカー!!       | 稲荷明比古 | まついひとゆき    | 吉本毅                | 桜井木ノ実 本田隆     | 井ノ上ユウ子 | 1月18日        |
| 17   | 鬼道の決意!               | 大野木寛   | 岩崎知子          | 矢野篤                | 西岡夕樹              | 池田裕治     | 1月25日        |
| 18   | 砕け!無限の壁!!           | 福嶋幸典   | 吉野真一          | 誉田晶子              | 岡野幸男 朴相辰       | 池田裕治     | 2月1日         |
| 19   | よみがえった天才!         | 山田健一   | 吉田徹            | 吉田徹                | 日下部智津子          | 井ノ上ユウ子 | 2月8日         |
| 20   | 必殺のトライアングルZ!    | 稲荷明比古 | 中村憲由          | 新田典生              | 松坂定俊              | 井ノ上ユウ子 | 2月15日        |
| 21   | 激闘!木戸川清修!!         | 稲荷明比古 | 吉野真一          | 平向智子              | 横山隆                | 池田裕治     | 2月22日        |
| 22   | ゴッドハンドを超えろ!     | 冨岡淳広   | 矢野博之          | 吉本毅                | 田中修司 本田隆       | 池田裕治     | 3月1日         |
| 23   | 神の挑戦状!               | 大野木寛   | 岩崎知子          | 岩崎知子              | 西岡夕樹              | 井ノ上ユウ子 | 3月8日         |
| 24   | 合宿やろうぜ!             | 福嶋幸典   | 吉田徹            | 吉田徹                | 加瀬政広 村司晃英     | 井ノ上ユウ子 | 3月15日        |
| 25   | 最後の決戦!               | 山田健一   | 吉野真一          | 新田典生              | 桜井木ノ実 小田多恵子 | 池田裕治     | 3月22日        |
| 26   | 激突!神VS魔神!!           | 山田健一   | 矢野博之          | かまくらゆみ          | 松坂定俊              | 池田裕治     | 3月29日        |

### 脅威の侵略者編
| 話数 | サブタイトル                      | 脚本       | 絵コンテ              | 演出            | 作画監督                   | 総作画監督   | 放送日        |
| ---- | --------------------------------- | ---------- | --------------------- | --------------- | -------------------------- | ------------ | ------------- |
| 27   | 宇宙人が来た!                     | 冨岡淳広   | かまくらゆみ          | 吉本毅 秋山勝仁 | 横山隆                     | 井ノ上ユウ子 | 2009年 4月8日 |
| 28   | 出撃!雷門イレブン!!               | 冨岡淳広   | 岩崎知子              | 岩崎知子        | 吉原幸之助 柳田義明        | 井ノ上ユウ子 | 4月15日       |
| 29   | 倒せ!黒の11人!!                   | 稲荷明比古 | 吉野真一              | 新田典生        | 田中修司 本田隆            | 池田裕治     | 4月22日       |
| 30   | 脅威!エイリア学園!!               | 福嶋幸典   | まついひとゆき        | 平向智子        | だんようすけ 武内啓        | 池田裕治     | 4月29日       |
| 31   | 伝説のストライカーを探せ!         | 大野木寛   | 吉田徹                | 吉田徹          | 加瀬政広 村司晃英          | 井ノ上ユウ子 | 5月6日        |
| 32   | 雪原の皇子（プリンス）!           | 山田健一   | かまくらゆみ 秋山勝仁 | かまくらゆみ    | 松坂定俊                   | 池田裕治     | 5月13日       |
| 33   | エースストライカーはだれだ!       | 冨岡淳広   | 飯田崇                | 吉本毅          | 小田多恵子 奥野浩行        | 井ノ上ユウ子 | 5月20日       |
| 34   | 衝撃!エイリア学園!!               | 稲荷明比古 | 志村錠児              | 新田典生        | 横山隆                     | 池田裕治     | 5月27日       |
| 35   | イプシロン来襲!                   | 福嶋幸典   | 岩崎知子              | 岩崎知子        | 西岡夕樹                   | 井ノ上ユウ子 | 6月3日        |
| 36   | かくされた力!                     | 冨岡淳広   | 吉野真一              | 平向智子        | 松崎一 本田隆              | 井ノ上ユウ子 | 6月10日       |
| 37   | 帝国の逆襲・前編!!                | 大野木寛   | まついひとゆき        | かまくらゆみ    | 武内啓 だんようすけ        | 池田裕治     | 6月17日       |
| 38   | 帝国の逆襲・後編!!                | 山田健一   | 吉野真一              | 吉本毅          | 松坂定俊                   | 池田裕治     | 6月24日       |
| 39   | 最後のワイバーンブリザード!       | 冨岡淳広   | 飯田崇                | 新田典生        | 小田多恵子 朴相辰          | 井ノ上ユウ子 | 7月1日        |
| 40   | 一之瀬!最大の危機!!               | 福嶋幸典   | 吉田徹                | 吉田徹          | 加瀬政広 村司晃英          | 井ノ上ユウ子 | 7月8日        |
| 41   | デザームの罠!                     | 山田健一   | 岩崎知子              | 岩崎知子        | 西岡夕樹                   | 池田裕治     | 7月22日       |
| 42   | 激闘!最凶イプシロン!!             | 稲荷明比古 | 矢野博之              | かまくらゆみ    | 横山隆                     | 池田裕治     | 7月29日       |
| 43   | じいちゃんの究極奥義!             | 大野木寛   | 飯田崇                | 平向智子        | 松崎一 だんようすけ        | 井ノ上ユウ子 | 8月5日        |
| 44   | もうひとつのマジン・ザ・ハンド!   | 冨岡淳広   | 矢野博之              | 新田典生        | 松坂定俊                   | 池田裕治     | 8月12日       |
| 45   | 激震!最強のジェネシス!!           | 福嶋幸典   | 福田道生              | 吉本毅          | 成川多加志 児玉亮          | 井ノ上ユウ子 | 8月19日       |
| 46   | キャプテンの試練!                 | 山田健一   | 宮尾佳和 秋山勝仁     | かまくらゆみ    | 本田隆 田中修司            | 池田裕治     | 8月26日       |
| 47   | 南海の大決闘!                     | 稲荷明比古 | 吉田徹                | 吉田徹          | 加瀬政広 村司晃英 寺田浩之 | 井ノ上ユウ子 | 9月2日        |
| 48   | 炎のストライカー!                 | 冨岡淳広   | 岩崎知子              | 岩崎知子        | 西岡夕樹                   | 池田裕治     | 9月9日        |
| 49   | ノリノリ!リズムサッカー!!         | 福嶋幸典   | 山口健太郎            | 山口健太郎      | 外崎春雄 小田多恵子        | 井ノ上ユウ子 | 9月16日       |
| 50   | うなれ!正義の鉄拳!!               | 福嶋幸典   | 飯田崇                | 新田典生        | 横山隆                     | 池田裕治     | 9月23日       |
| 51   | 逆襲!イプシロン改!!               | 山田健一   | 矢野博之              | 平向智子        | 松崎一 だんようすけ        | 井ノ上ユウ子 | 9月30日       |
| 52   | 復活の爆炎!!                      | 山田健一   | 飯田崇 宮尾佳和       | 吉本毅          | 松坂定俊                   | 池田裕治     | 9月30日       |
| 53   | 凍てつく闇・ダイヤモンドダスト!   | 大野木寛   | 筑紫大介              | 中村圭三        | 武内啓 菊地功一            | 井ノ上ユウ子 | 10月7日       |
| 54   | 最強の助っ人アフロディ!           | 稲荷明比古 | 矢野博之              | 新田典生        | 本田隆 小田多恵子          | 池田裕治     | 10月14日      |
| 55   | 円堂・新たなる挑戦!               | 冨岡淳広   | かまくらゆみ          | かまくらゆみ    | 成川多加志 児玉亮          | 井ノ上ユウ子 | 10月21日      |
| 56   | 対決!円堂VS豪炎寺!!               | 山田健一   | 山口健太郎            | 山口健太郎      | 横山隆                     | 池田裕治     | 10月28日      |
| 57   | 奇跡のチーム!ザ・カオス!!         | 福嶋幸典   | 福田道生              | 平向智子        | 中野繭子 松崎一            | 井ノ上ユウ子 | 11月4日       |
| 58   | 炸裂!ファイアブリザード!!         | 福嶋幸典   | 矢野博之              | 吉本毅          | 松坂定俊                   | 池田裕治     | 11月11日      |
| 59   | ついに来た!エイリア学園!!         | 冨岡淳広   | 吉田徹                | 吉田徹          | 加瀬政広 村司晃英 寺田浩之 | 井ノ上ユウ子 | 11月18日      |
| 60   | エイリア学園の正体!               | 稲荷明比古 | 佐藤真人              | 中村圭三        | 武内啓 菊地功一            | 池田裕治     | 12月2日       |
| 61   | 最終決戦!ザ・ジェネシス・前編!!   | 山田健一   | 吉野真一              | かまくらゆみ    | 小田多恵子 本田隆 田中修司 | 井ノ上ユウ子 | 12月9日       |
| 62   | 最終決戦!ザ・ジェネシス・後編!!   | 山田健一   | 矢野博之              | 新田典生        | 横山隆                     | 池田裕治     | 12月16日      |
| 63   | 終わりなき脅威!                   | 福嶋幸典   | 飯田崇                | 守田芸成        | 日下部智津子               | 井ノ上ユウ子 | 12月23日      |
| 64   | 激突!雷門VS雷門!!                 | 稲荷明比古 | 山口健太郎            | 山口健太郎      | 中野繭子 武内啓            | 池田裕治     | 2010年 1月6日 |
| 65   | 友情の究極奥義!                   | 稲荷明比古 | かまくらゆみ 秋山勝仁 | かまくらゆみ    | 松坂定俊                   | 井ノ上ユウ子 | 1月13日       |
| 66   | 地上最強のチームへ!ブリザード編!! | 冨岡淳広   | 秋山勝仁              | 秋山勝仁        | 池田裕治                   | -            | 1月20日       |
| 67   | 地上最強のチームへ!ファイア編!!   | 冨岡淳広   | 秋山勝仁              | 秋山勝仁        | 池田裕治                   | -            | 1月27日       |

### 世界への挑戦編
| 話数 | サブタイトル                            | 脚本       | 絵コンテ              | 演出         | 作画監督                   | 総作画監督            | 放送日        |
| ---- | --------------------------------------- | ---------- | --------------------- | ------------ | -------------------------- | --------------------- | ------------- |
| 68   | 集結!日本代表!!                         | 冨岡淳広   | 高橋ナオヒト          | 平向智子     | 横山隆 本田隆              | 池田裕治              | 2010年 2月3日 |
| 69   | 誕生!イナズマジャパン!!                 | 稲荷明比古 | 吉野真一              | 吉本毅       | 松崎一 小田多恵子          | 井ノ上ユウ子          | 2月10日       |
| 70   | 呪われた監督!                           | 福嶋幸典   | 飯田崇                | 中村圭三     | アベ正巳 菊地功一          | 池田裕治              | 2月17日       |
| 71   | 開幕!世界への挑戦!!                     | 山田健一   | 矢野博之              | 新田典生     | 中野繭子 武内啓            | 井ノ上ユウ子          | 2月24日       |
| 72   | ビッグウェイブを乗り越えろ!             | 山田健一   | 山口健太郎            | 山口健太郎   | 松坂定俊                   | 池田裕治              | 3月3日        |
| 73   | 灼熱の戦士!デザートライオン!!           | 樋口達人   | 飯田崇 宮尾佳和       | 石踊宏       | 川島尚                     | 井ノ上ユウ子          | 3月10日       |
| 74   | 眠れる虎!目覚める時!!                   | 樋口達人   | 福田道生              | 吉本毅       | 武内啓                     | 池田裕治              | 3月17日       |
| 75   | 真剣勝負!円堂と飛鷹!!                   | 稲荷明比古 | 矢野博之              | 平向智子     | 横山隆 小田多恵子          | 井ノ上ユウ子          | 3月31日       |
| 76   | 代表交代!?最強の挑戦者たち!             | 福嶋幸典   | 吉田徹                | 吉田徹       | 加瀬政広 寺田浩之 村司晃英 | 池田裕治              | 4月7日        |
| 77   | 究極対決!久遠ジャパンVS瞳子ジャパン!!   | 福嶋幸典   | かまくらゆみ          | かまくらゆみ | 松坂定俊 武内啓            | 井ノ上ユウ子          | 4月14日       |
| 78   | 冬花の究極奥義大作戦!!                  | 山田健一   | 飯田崇                | 廣川集一     | 菊地功一                   | 池田裕治              | 4月21日       |
| 79   | 豪炎寺の決意!                           | 十川誠志   | 秋山勝仁              | 守田芸成     | 日下部智津子               | 井ノ上ユウ子          | 4月28日       |
| 80   | 最後の試合                              | 福嶋幸典   | 山口健太郎            | 山口健太郎   | 中野繭子 湯川純            | 池田裕治              | 5月5日        |
| 81   | アジア最強!ファイアードラゴン!!         | 樋口達人   | 吉野真一              | 石踊宏       | 吉本拓二 川島尚            | 井ノ上ユウ子          | 5月12日       |
| 82   | 完全なる戦術!パーフェクトゾーンプレス!! | 冨岡淳広   | 福田道生              | 新田典生     | 武内啓                     | 池田裕治              | 5月19日       |
| 83   | たちあがれキャプテン!                   | 山田健一   | 飯田崇                | 吉本毅       | 横山隆                     | 池田裕治              | 5月26日       |
| 84   | 手に入れろ!世界への切符!!               | 十川誠志   | 宮尾佳和              | 平向智子     | 松坂定俊                   | 井ノ上ユウ子          | 6月2日        |
| 85   | 来たぜ!世界大会!!                       | 樋口達人   | 秋山勝仁              | 濁川敦       | 薮本陽輔 森知鶴            | 池田裕治              | 6月9日        |
| 86   | 驚愕!これが世界レベルだ!!               | 福嶋幸典   | かまくらゆみ          | かまくらゆみ | 武内啓                     | 池田裕治              | 6月16日       |
| 87   | 英国の騎士!ナイツオブクィーン!!         | 稲荷明比古 | 吉野真一              | 廣川集一     | 菊地功一 宍戸久美子        | 井ノ上ユウ子          | 6月23日       |
| 88   | 完成!俺だけの必殺技!!                   | 稲荷明比古 | 福田道生              | 新田典生     | 中野繭子                   | 池田裕治              | 6月30日       |
| 89   | ムゲン・ザ・ハンドを超えろ!             | 冨岡淳広   | 美袋一                | 守田芸成     | 日下部智津子               | 井ノ上ユウ子          | 6月30日       |
| 90   | 帝国の呪縛!前編!!                       | 山田健一   | 秋山勝仁 かまくらゆみ | かまくらゆみ | 武内啓                     | -                     | 7月7日        |
| 91   | 帝国の呪縛!後編!!                       | 山田健一   | 吉田徹                | 吉田徹       | 寺田浩之                   | 池田裕治 井ノ上ユウ子 | 7月14日       |
| 92   | 戦慄!もう一人の「鬼道」!!               | 樋口達人   | 山口健太郎            | 山口健太郎   | 横山隆                     | 井ノ上ユウ子          | 7月21日       |
| 93   | 最強対決!ペンギンVSペンギン!!           | 樋口達人   | 吉野真一              | 吉本毅       | 松坂定俊                   | 池田裕治              | 7月28日       |
| 94   | 立ちはだかる要塞                        | 福嶋幸典   | 矢野博之              | 福井俊介     | 川島尚 吉本拓二            | 池田裕治 井ノ上ユウ子 | 8月4日        |
| 95   | 絶体絶命!イナズマジャパン敗北!?         | 福嶋幸典   | 福田道生              | 平向智子     | 武内美月                   | -                     | 8月11日       |
| 96   | フユッペの秘密                          | 山田健一   | 上原秀明              | 上原秀明     | 森知鶴 中野繭子            | 井ノ上ユウ子          | 8月18日       |
| 97   | 一之瀬!最後のキックオフ!!               | 山田健一   | 廣川集一              | 廣川集一     | 菊地功一 宍戸久美子        | 池田裕治              | 8月25日       |
| 98   | 全力の友情!一之瀬VS円堂!!               | 稲荷明比古 | 吉野真一              | かまくらゆみ | 武内美月                   | 井ノ上ユウ子          | 9月1日        |
| 99   | 不死鳥の決意!                           | 稲荷明比古 | 矢野博之              | 吉本毅       | 松坂定俊                   | 井ノ上ユウ子          | 9月8日        |
| 100  | 奇跡!カッパとの遭遇!?                   | 福嶋幸典   | 小山賢                | 小山賢       | 横山隆                     | 池田裕治              | 9月15日       |
| 101  | 激突!虎と鷹!!                           | 樋口達人   | 福田道生              | 守田芸成     | 日下部智津子               | 池田裕治              | 9月22日       |
| 102  | よみがえる記憶!冬花の真実!!             | 山田健一   | 三沢伸                | 福井俊介     | 飯田清貴 吉本拓二          | 池田裕治 井ノ上ユウ子 | 10月6日       |
| 103  | いよいよ決戦!フィディオの決意!!         | 福嶋幸典   | 吉田徹                | 吉田徹       | 寺田浩之                   | 池田裕治 井ノ上ユウ子 | 10月13日      |
| 104  | 最強タクティクス!カテナチオカウンター!! | 樋口達人   | 山口健太郎            | 山口健太郎   | 武内美月                   | -                     | 10月20日      |
| 105  | 熱闘!円堂VSフィディオ!!                 | 稲荷明比古 | 矢野博之              | 平向智子     | 石井舞 湯川純              | 井ノ上ユウ子          | 10月27日      |
| 106  | 最後の決戦!影山零治!!                   | 山田健一   | 吉野真一              | 吉本毅       | 横山隆                     | 池田裕治              | 11月10日      |
| 107  | じいちゃんの最後のノート!               | 冨岡淳広   | 廣川集一              | 廣川集一     | 菊地功一 宍戸久美子        | 池田裕治              | 11月17日      |
| 108  | ライオコット島の伝説!                   | 冨岡淳広   | 濁川敦                | 濁川敦       | 森知鶴 中野繭子            | 井ノ上ユウ子          | 11月24日      |
| 109  | 天空の使徒!                             | 福嶋幸典   | 福田道生              | 山口健太郎   | 武内美月                   | -                     | 12月1日       |
| 110  | 魔界軍団Z!                              | 樋口達人   | 小山賢                | 小山賢       | 松坂定俊                   | 井ノ上ユウ子 池田裕治 | 12月8日       |
| 111  | 魔王降臨!ダークエンジェル!!             | 山田健一   | 矢野博之              | 吉本毅       | 武内美月                   | -                     | 12月15日      |
| 112  | ザ・キングダムの闇!                     | 稲荷明比古 | 福田道生              | 吉田徹       | 寺田浩之                   | 池田裕治 井ノ上ユウ子 | 12月22日      |
| 113  | ガルシルドの陰謀!                       | 福嶋幸典   | 岩崎知子              | 岩崎知子     | 横山隆                     | 池田裕治              | 2011年 1月5日 |
| 114  | イナズマジャパンVSザ・キングダム        | 冨岡淳広   | 博多正寿              | 平向智子     | 湯川純 石井舞              | 井ノ上ユウ子          | 1月12日       |
| 115  | サッカー王国の逆襲!                     | 山田健一   | 矢野博之              | 冨安大貴     | 武内美月                   | -                     | 1月19日       |
| 116  | 驚異!リトルギガント!!                   | 樋口達人   | 濁川敦                | 濁川敦       | 森知鶴 中野繭子            | 池田裕治              | 1月26日       |
| 117  | 襲撃!究極の強化人間!!                   | 福嶋幸典   | 矢野博之              | 廣川集一     | 菊地功一 宍戸久美子        | 井ノ上ユウ子          | 2月2日        |
| 118  | 恐怖のチームガルシルド!                 | 福嶋幸典   | 山口健太郎            | 山口健太郎   | 松坂定俊                   | 井ノ上ユウ子 池田裕治 | 2月9日        |
| 119  | 最強のライバル!                         | 山田健一   | 福田道生              | 守田芸成     | 日下部智津子               | 池田裕治              | 2月16日       |
| 120  | フィディオの友情大特訓!                 | 稲荷明比古 | 小山賢                | 小山賢       | 武内美月                   | -                     | 2月23日       |
| 121  | 世界一へ!11の言葉!!                     | 冨岡淳広   | 岩崎知子              | 岩崎知子     | 横山隆                     | 池田裕治              | 3月2日        |
| 122  | イナズマジャパン最後の戦い!             | 樋口達人   | 吉田徹                | 吉田徹       | 寺田浩之                   | 池田裕治 井ノ上ユウ子 | 3月9日        |
| 123  | 頂上決戦!!リトルギガント・前編          | 樋口達人   | 博多正寿              | 平向智子     | 石井舞 湯川純              | 井ノ上ユウ子          | 3月23日       |
| 124  | 頂上決戦!!リトルギガント・後編          | 山田健一   | 福田道生              | 吉本毅       | 松坂定俊                   | 井ノ上ユウ子 池田裕治 | 4月6日        |
| 125  | ついに決着!世界一!!                     | 山田健一   | 矢野博之              | 山口健太郎   | 武内美月                   | -                     | 4月13日       |
| 126  | 涙の卒業式!                             | 冨岡淳広   | 濁川敦                | 濁川敦       | 中野繭子 森知鶴            | 池田裕治              | 4月20日       |
| 127  | 明日へのキックオフ!                     | 冨岡淳広   | 矢野博之              | 廣川集一     | 菊地功一 宍戸久美子        | 井ノ上ユウ子 池田裕治 | 4月27日       |

## 放送局
字幕放送はテレビ東京系列（BSジャパン含む）のみで実施。
| 放送地域       | 放送局             | 放送期間                                                                            | 放送日時                                                    | 放送系列              | 備考                     |
| -------------- | ------------------ | ----------------------------------------------------------------------------------- | ----------------------------------------------------------- | --------------------- | ------------------------ |
| 関東広域圏     | テレビ東京         | 2008年10月5日 - 2009年3月29日 2009年4月8日 - 2011年2月23日 2011年3月2日 - 4月27日   | 日曜 9:00 - 9:30 水曜 19:26 - 19:55 水曜 19:00 - 19:27      | テレビ東京系列        | 製作局                   |
| 北海道         | テレビ北海道       | 2008年10月5日 - 2009年3月29日 2009年4月8日 - 2011年2月23日 2011年3月2日 - 4月27日   | 日曜 9:00 - 9:30 水曜 19:26 - 19:55 水曜 19:00 - 19:27      | テレビ東京系列        | 同時ネット               |
| 愛知県         | テレビ愛知         | 2008年10月5日 - 2009年3月29日 2009年4月8日 - 2011年2月23日 2011年3月2日 - 4月27日   | 日曜 9:00 - 9:30 水曜 19:26 - 19:55 水曜 19:00 - 19:27      | テレビ東京系列        | 同時ネット               |
| 大阪府         | テレビ大阪         | 2008年10月5日 - 2009年3月29日 2009年4月8日 - 2011年2月23日 2011年3月2日 - 4月27日   | 日曜 9:00 - 9:30 水曜 19:26 - 19:55 水曜 19:00 - 19:27      | テレビ東京系列        | 同時ネット               |
| 岡山県・香川県 | テレビせとうち     | 2008年10月5日 - 2009年3月29日 2009年4月8日 - 2011年2月23日 2011年3月2日 - 4月27日   | 日曜 9:00 - 9:30 水曜 19:26 - 19:55 水曜 19:00 - 19:27      | テレビ東京系列        | 同時ネット               |
| 福岡県         | TVQ九州放送        | 2008年10月5日 - 2009年3月29日 2009年4月8日 - 2011年2月23日 2011年3月2日 - 4月27日   | 日曜 9:00 - 9:30 水曜 19:26 - 19:55 水曜 19:00 - 19:27      | テレビ東京系列        | 同時ネット               |
| 日本全域       | BSジャパン         | 2008年10月11日 - 2011年4月30日                                                      | 土曜 18:00 - 18:30                                          | テレビ東京系列 BS放送 |                          |
| 日本全域       | AT-X               | 2008年10月26日 - 2009年3月29日 2009年4月5日 - 2011年5月8日                          | 日曜 12:30 - 13:00 日曜 9:30 - 10:00                        | CS放送                | リピート放送あり         |
| 日本全域       | キッズステーション | 2008年12月14日 - 2011年7月31日                                                      | 日曜 17:30 - 18:00                                          | CS放送                | リピート放送あり         |
| 長崎県         | 長崎放送           | 2009年10月2日 - 2011年3月25日 2011年4月2日 - 2012年3月24日                          | 金曜 14:55 - 15:25 土曜 7:00 - 7:30                         | TBS系列               |                          |
| 宮城県         | 仙台放送           | 2009年10月3日 - 2012年3月24日                                                       | 土曜 5:30 - 6:00                                            | フジテレビ系列        |                          |
| 和歌山県       | テレビ和歌山       | 2009年10月8日 - 2012年4月12日                                                       | 木曜 17:30 - 18:00                                          | 独立局                |                          |
| 奈良県         | 奈良テレビ         | 2009年10月12日 - 2012年4月16日                                                      | 月曜 19:00 - 19:30                                          | 独立局                |                          |
| 静岡県         | テレビ静岡         | 2009年11月1日 - 2012年6月17日                                                       | 日曜 5:30 - 6:00                                            | フジテレビ系列        |                          |
| 滋賀県         | びわ湖放送         | 2010年1月6日 - 3月24日 2010年3月31日 - 2012年6月20日                                | 水曜 17:15 - 17:45 水曜 17:30 - 18:00                       | 独立局                |                          |
| 広島県         | テレビ新広島       | 2010年1月16日 - 2012年7月7日                                                        | 土曜 5:30 - 6:00                                            | フジテレビ系列        |                          |
| 大分県         | 大分放送           | 2010年4月15日 - 6月24日 2010年7月10日 - 2011年7月23日                               | 木曜 19:30 - 20:00 土曜 5:15 - 5:45                         | TBS系列               |                          |
| 日本全域       | ディズニーXD       | 2010年5月10日 - 8月10日 2011年1月8日 - 6月4日 2011年10月1日 - 11月5日               | 月曜 - 金曜 17:30 - 18:00 土曜 7:00 - 8:00 土曜 7:00 - 8:30 | CS放送                | リピート放送あり         |
| 山形県         | テレビユー山形     | 2010年7月16日 - 2011年10月14日                                                      | 金曜 16:24 - 16:53                                          | TBS系列               | 世界への挑戦!!編より開始 |
| 宮崎県         | 宮崎放送           | 2010年8月4日 - 2013年2月20日                                                        | 水曜 15:00 - 15:30                                          | TBS系列               |                          |
| 日本全域       | ニコニコチャンネル | 2010年10月1日 - 2011年4月27日                                                       | 水曜・金曜 更新                                             | ネット配信            |                          |
| 岐阜県         | 岐阜放送           | 2011年4月5日 - 2012年4月17日 2012年4月23日 - 2013年9月30日 2013年10月2日 - 10月30日 | 火曜 19:00 - 19:30 月曜 19:30 - 20:00 水曜 18:30 - 19:00    | 独立局                |                          |

## 日本国外での放送
中国語圏
- 中国名「閃電十一人」のタイトルで放送（台湾、香港も同様）。いずれも現地時間。

| 放送地域 | 放送局                    | 放送期間                                                              | 放送日時                                            | 備考 |
| -------- | ------------------------- | --------------------------------------------------------------------- | --------------------------------------------------- | --- |
| 中国     | 星空卫视                  | 2012年7月12日 - 9月3日                                                | 月曜 - 金曜 17:30 - 19:00                           | 3話ずつ放送                                                                                                  |
| 台湾     | カートゥーン ネットワーク | 2010年5月3日 - 7月30日 2011年5月9日 - 7月19日 2011年8月10日 - 8月23日 | 月曜 - 金曜 19:30 - 20:00                           | リピート放送あり 劇場版イナズマイレブン 最強軍団オーガ襲来は2012年5月19日に放送。続編も放送。                |
| 台湾     | 中視主頻                  | 2011年10月17日 - 12月1日 2012年4月2日 - 4月27日                       | 月曜 - 金曜 17:00 - 18:00 月曜 - 金曜 17:00 - 17:30 | 第85話まで放送                                                                                               |
| 香港     | TVB兒童台                 | 2010年1月25日 - 4月23日 2011年7月12日 - 10月5日                       | 月曜 - 金曜 10:00 - 10:30                           | 劇場版イナズマイレブン 最強軍団オーガ襲来は2012年8月25日に放送                                               |
| 香港     | 無綫電視翡翠台[注 26]     | 2010年11月19日 - 2011年2月17日 2012年6月5日 - 8月30日                 | 月曜 - 金曜 16:30 - 17:00 月曜 - 金曜 16:35 - 17:05 | 2010年12月20日から16:35 - 17:05 2012年6月14日は16:50 - 17:20 2012年6月29日は16:45 - 17:15 2012年7月2日は休止 |
| 香港     | 無綫電視J2                | 2011年10月17日 - 2012年1月13日                                        | 月曜 - 金曜 17:55 - 18:25                           | 第65話まで放送                                                                                               |
韓国
- JEI 재능TV、トゥーニバース
  - 2009年10月5日にJEI 재능TVで放送開始。

タイ
- Modernine TV、Gang Cartoon Channel、カートゥーン ネットワーク
  - 2010年4月4日にModernine TVで放送開始。毎週土曜、日曜の朝9時から放送された。

フィリピン
- ABS-CBN、Hero、カートゥーン ネットワーク
  - カートゥーン ネットワーク放送時のみ英語吹き替え放送を行われている（それ以外のチャンネルではタガログ語吹き替え放送を行われている）。このパターンはおねがいマイメロディも同様である。

インド
- カートゥーン ネットワーク

インドネシア
- Indosiar

アラブ世界
- Spacetoon

フランス
- Gulli、ディズニーXD

ドイツ
- RTL II
  - 2012年6月10日放送開始。

イタリア
- Rai Due、Rai Gulp、ディズニーXD

イギリス
- CITV、ディズニーXD

スペイン
- FactoríaDeFicción、ディズニーXD

ポーランド
- カートゥーン ネットワーク
  - 2012年5月28日放送開始。

ハンガリー
- カートゥーン ネットワーク

オランダ
- ディズニーXD

ポルトガル
- Panda Biggs

ブラジル
- RedeTV!、カートゥーン ネットワーク

## 劇場アニメ
劇場版イナズマイレブン 最強軍団オーガ襲来
2010年12月23日に東宝で公開された。シリーズ初の劇場作品となる。
イナズマイレブン 超次元ドリームマッチ
2014年6月13日よりTOHOシネマズ他で公開された。シリーズとしては4作目となる。
映画 イナズマイレブン総集編 伝説のキックオフ
2024年12月27日よりイオンシネマ他で『イナズマイレブン・ザ・ムービー 2025』の1作として公開中。同時上映は『劇場版 イナズマイレブン 新たなる英雄たちの序章』。フットボールフロンティア編を中心とした総集編。

## コラボレーション
- 『怪盗グルーの月泥棒 3D』とのコラボレーションとして30秒テレビCMに応援団としてイナズマイレブンメンバーが出演。洋画の宣伝として他作品のアニメキャラが登場するのは初の試みで、CM用に両作品が競演するアニメパートが新規に制作された[7]。
- 放送枠移動を控えた2011年2月からは、番組冒頭や予告CMに円堂守と次番組『ダンボール戦機』の山野バンが競演した。キャッチフレーズは「水曜夜7時からは、俺達で決まりだ!!』。またDVD発売の『怪盗グルーの月泥棒』とのコラボで、アグネス（声-芦田愛菜）とベクター（声-山寺宏一）が引越しの邪魔しに来るオリジナル脚本のコラボCMを全4回に渡って製作。
- 『劇場版アニメ 忍たま乱太郎 忍術学園 全員出動!の段』とのコラボレーションとして、2011年2月15日より映画宣伝CMで円堂守たちがサポーターとして応援出演。また映画入場者特典としてイナズマイレブンのトレーディングカードもプレゼントされた[8]。

## フレッツ光
フレッツ光メンバーズクラブ会員限定のイナズマイレブンファミリーサイトでは、動画のスタンプラリーでキーワードを集めるとテレビアニメ未公開のストーリーを見ることができた。

## イナズマイレブン Reloaded
『イナズマイレブン Reloaded（リローデッド）』は、『イナズマイレブン アレスの天秤』の前日譚となるエピソード。もしフットボールフロンティアで優勝した雷門に宇宙人が攻めて来ることなくスペイン優勝チーム・バルセロナ・オーブと戦っていたらという、物語が分岐するもう一つの第27話を描いている。初公開は2018年1月21日開催イベント『イナズマイレブン復活祭』で上映、2018年4月5日の『イナズマウォーカー Vol.11』でWeb配信、『イナズマイレブン オリオンの刻印』第23話では回想という形でテレビ初放送された。

### スタッフ（リローデッド）
- 原作 - レベルファイブ
- キャラクターデザイン原案 - 長野拓造
- アートコンセプト - 荒川政子
- 必殺技 絵コンテ - 三村健人
- キャラクターデザイン - 池田裕治、中野繭子、井ノ上ユウ子
- メインアニメーター － 田中修司
- 美術監督 - 守安靖尚
- 色彩設計 - 坂本いづみ
- 撮影監督 - 柚木脇達己
- CGディレクター - 小出秀治
- 編集 - 渡辺直樹
- 音楽 - 光田康典
- 音響監督 - 三好慶一郎、原口昇
- アニメーション制作 - OLM TEAM KAWAKITA
- 製作 - レベルファイブ

### 主題歌（リローデッド）
オープニングテーマ「立ち上がリーヨ（リローデッドVer.）」
作詞・作曲 - 山崎徹 / 編曲 - 菊谷知樹 / 歌 - pugcat's
エンディングテーマ「青春おでん（リローデッドVer.）」
作詞 - 礼空トオル / 作曲 - 青木隆 / 編曲 - 菊谷知樹 / 歌 - kicks

### 各話リスト（リローデッド）
| 話数   | サブタイトル   | 脚本     | 絵コンテ              | 演出   | 作画監督                            | 総作画監督        |
| ------ | -------------- | -------- | --------------------- | ------ | ----------------------------------- | ----------------- |
| 第27話 | サッカーの変革 | 日野晃博 | かまくらゆみ 岩崎知子 | 岩月甚 | 武内啓、かなじまちゅうじ 渡部由紀子 | 中野繭子 池田裕治 |

今日の格言
- 「未来に向かって歩き出せ、新たな道をつくるのは お前たちだ。」（響木正剛）